# Sociedade de Cultura Artística
A Sociedade de Cultura Artística, mais conhecida simplesmente como Cultura Artística, foi criada em 1912 para "promover e divulgar obras de artes plásticas e performáticas tais como exposições, concertos, recitais, conferências e espetáculos teatrais e de dança de elevado nível técnico, cultural e artístico." 
No início, as suas atividades eram focadas em eventos literários, com a presença dos melhores escritores e intelectuais da época, entre eles, Afonso Arinos, Alfredo Pujol, Graça Aranha, Olavo Bilac, Martins Fontes, Coelho Neto, Armando da Silva Prado (1880-1956), Amadeu Amaral e Manuel de Oliveira Lima.
Logo começaram a predominar as atividades musicais, com artistas como Antonieta Rudge, Guiomar Novais, Magda Tagliaferro, João de Sousa Lima, Arnaldo Estrella, Villa-Lobos, Francisco Mignone, Camargo Guarnieri, Ernani Braga, Henrique Oswald, Lorenzo Fernández, Ernst Mehlich, Vera Janacópulos, Bidu Sayão, Eleazar de Carvalho, Fritz Jank, Furio Franceschini, Agostino Cantù e Luigi Chiafarelli.
Sobre a importância da Sociedade de Cultura Artística, Mário de Andrade escreveu, em 1942:
| “ | Os sons ilustres da música internacional nunca teriam soado na cidade se não fosse o esforço e a dedicação da Sociedade de Cultura Artística... | ” |

A Sociedade atuou também no área teatral, buscando suprir uma carência local que então se verificava. Foram diversas companhias nacionais e estrangeiras que encenaram suas peças em São Paulo por iniciativa da Cultura. Vale a pena destacar também o apoio dado às iniciativas pioneiras de Alfredo Mesquita (autor teatral, diretor e chefe do Grupo de Teatro Experimental) e Décio de Almeida Prado (diretor responsável pelo Grupo Universitário de Teatro). O trabalho desses dois homens de teatro germinou o movimento que iria se desenvolver mais tarde na maturidade do Teatro Brasileiro de Comédia e do teatro paulistano em geral. 
A Sociedade de Cultura Artística conta com um teatro, o Teatro Cultura Artística, na rua Nestor Pestana, no centro de São Paulo; tem aproximadamente 2.000 associados e é responsável por uma das mais importantes temporadas de música erudita do Brasil. A  maior sala do teatro, chamada Esther Mesquita, foi destruída por um incêndio em 17 de agosto de 2008, e as obras de reconstrução foram iniciadas em 20 de março de 2010, com término previsto para 2021.